# کامایوو (شهرستان باکالینسکی، باشقیرستان)
کامایوو (به لاتین: Kamayevo) یک منطقهٔ مسکونی در روسیه است که در باشقیرستان واقع شده‌است.